# Titanatemnus regneri
Titanatemnus regneri är en spindeldjursart som beskrevs av Beier 1932. Titanatemnus regneri ingår i släktet Titanatemnus och familjen Atemnidae. Inga underarter finns listade i Catalogue of Life.